# 司馬相如
司馬 相如（しば しょうじょ、紀元前179年 - 紀元前117年）は、中国の前漢の頃の文章家である。字は長卿（ちょうけい）。もとの名は犬子（けんし）と言った。蜀郡成都県の人。
賦の名人として知られ、武帝に仕え、その才能を高く評価された。また妻である美貌の卓文君との恋愛も有名である。

## 略歴

### 出仕
司馬相如は、蜀郡の成都の裕福な家に生まれた。若い頃は、書物を読むことを好み、剣術を習っていた。もともと名は犬子であったが、成長後、戦国時代の趙の将軍である藺相如に憧れて、相如に改めた。
前漢の当時の官僚体制では、入貲という、飢饉などの際にある一定の穀物やそれに相当する金銭を納めることで郎となることができた。そのため司馬相如もこの方法によって、郎となり景帝に仕えた。後、武騎常侍となった。しかし、景帝が文学を好まなかったこともあり、司馬相如はこの仕事に愛着を持っていなかった。
ある時、景帝の同母弟の梁孝王劉武は景帝のもとを訪ねてきた際に、自分のもとにいる鄒陽・枚乗・荘忌（『漢書』では劉荘の諱を避けて厳忌）などの当時の一流の文人・学者を連れて来ていた。司馬相如は彼等と出会い、孝王の客になろうと思いたった。そして、病を理由として官を辞して、景帝のもとを去り、梁へと向かった。司馬相如は梁で孝王の歓迎を受け、孝王の援助を受けて、先に述べたような文人などと共に住むことが許された。なお、梁にいた期間に司馬相如の代表作である「子虚の賦」が書かれた。

### 卓文君との出会い
紀元前144年に梁孝王が死んだため、司馬相如は故郷の成都に帰った。しかし、実家はすでに貧しくなっており、普通に生活するだけでも困難であった。こういった状況に対して、司馬相如の友人で臨邛県の県令を務めていた王吉は、臨邛県に来るように言った。友の勧めに従って、司馬相如は臨邛県に赴いた。
そして、王吉は臨邛県きっての大富豪である卓王孫の家での宴会に司馬相如を連れて行った。宴もたけなわとなったころ、王吉は司馬相如に琴を披露するように頼んだ。司馬相如は見事に琴を弾き、宴会に参加していた人たちを魅了した。ところで、卓王孫には夫に先立たれたために実家に戻ってきた卓文君という美貌の娘がいた。卓文君は司馬相如の奏でる琴の音に魅了され、司馬相如に惚れてしまった。すると、卓文君のもとに司馬相如からのラブレターが届いた。
卓文君はこのラブレターに感激し、家をこっそり抜け出して、司馬相如と駆け落ちしてしまう。卓王孫はこのことに激怒し、娘には一切財産を分けないと言った。そこで、卓文君は自分の所有物を売り払い、臨邛の街に酒場を開いた。そこで、卓文君は自らホステスとして働き、司馬相如は上半身裸のふんどし（犢鼻褌）姿で召使いのようにして働いた。卓王孫は自分の娘がこのような仕事をしていることを恥じ、親戚などからの勧めもあって、卓文君に召使いを100人、100万銭、前回の結婚の際の嫁入り道具を与えた。これで、司馬相如は結婚を認められたことになる。2人は成都に移り住み、土地を買い入れて、地主となった。

### 武帝の宮廷へ
ところで、中央では景帝が死に、武帝が皇帝の位についていた。武帝は景帝と違って、文学を大変好んでいた。あるとき、武帝は「子虚の賦」を読んで、大いに感動し、「この賦の作者と同じ時代に生きられなかったのは残念だ」とまで言った。武帝は「子虚の賦」が、ずっと昔の人によって書かれたと思っていたのだ。司馬相如と同郷である側近の楊得意という者が、「子虚の賦」の作者が今生きている人間で、名を司馬相如というと武帝に教えた。
武帝は早速司馬相如を召した。そのとき、司馬相如は、「子虚の賦」が諸侯のことを書いた内容であり、天子（皇帝）にたてまつるのにはふさわしくないと言った。そして、司馬相如は天子にふさわしくなるように「子虚の賦」を改作して、「天子游獵賦（『文選』では「子虚賦」と「上林賦」に分割。「子虚・上林賦」と称されることが多い）」として、武帝にたてまつった。武帝は大いに喜び、司馬相如を郎に復職させた。

## 作品
- 「美人賦」（制作年代に二説あり。紀元前150年～紀元前144年頃もしくは紀元前144年～紀元前138年頃）
- 「子虚の賦」（紀元前150年～紀元前144年頃）
- 「鳳求凰」（琴歌）（紀元前144年～紀元前138年頃）
- 「天子游獵賦」（紀元前138年頃）　ただし『文選』は「子虚賦」と「上林賦」に分割。「子虚・上林賦」とされることが多い。
- 「長門賦」（紀元前130年）
- 「喩巴蜀父老檄」（紀元前130年）
- 「難蜀父老文」（紀元前129年）
- 「上書諫獵」（紀元前122年）
- 「哀秦二世賦」（紀元前122年）
- 「大人賦」（紀元前122年～紀元前119年頃）
- 「封禪文」（紀元前119年～紀元前117年頃）
- 「梨賦」
- 「魚葅賦」
- 「梓桐山賦」
- 「題市門」
- 「報卓文君書」